# کیلارا
کیلارا (به انگلیسی: Killara) یک حومه شهر در استرالیا است که در Ku-ring-gai Council واقع شده‌است.